# Сяо И (Лян)
Сяо И (кит. трад. 蕭繹; 16 сентября 508 — 27 января 555) — четвёртый император Лян из Южных династий.

## Жизнеописание
Происходил из династии Сяо, властителей государства Лян. Сын императора У-ди и Жуни Линьин. Родился в 508 году, вскоре после восхождения отца на трон. Получил имя Сяо И. Получил классическое образование. В 514 г. получил первый аристократический титул. Впоследствии становится князем Цзиньяни. Долгое время сопровождал отца в походах. В 547 году получил провинцию Цзинчжоу (значительная часть современной провинции Хубэй) и назначается на должность ду-ду (генерал-инспектора), которому подчинялись провинции, граничащие с государством Западная Вэй. В первую очередь он осуществлял контроль над важными провинциями Юнчжоу (пограничные современные провинции Хэнань и Хубэй) и Сянчжоу (часть современной провинции Хунань), которыми руководили его племянники — Сяо Ча и Сяо Юй.
В апреле 549 года произошёл мятеж лянского военного Хоу Цзина, который сверг императора У-ди, объявив новым владельцем Сяо Гана под именем Цзяньвэнь-ди. После этого Сяо И решил двинуться на столицу государство Цзянькан, чтобы свергнуть мятежника и получить власть. Впрочем, вынужден был бороться против Сяо Ча и Сяо Юя, опиравшихся на поддержку Западной Вэй. Эта борьба продолжалась около года, в конце концов в июне 550 года был повержен попавший в плен Сяо Юя и казнённый на поле боя. Но только в феврале 551 года Сяо сумел победить своих родственников, обеспечив нейтралитет Сяо Ча.
Весной 551 года войска во главе с Сяо И нанесли решительное поражение армии Хоу Цзину, которое он направил против врага. После этого успеха Сяо И постепенно стал приближаться к столице. В это время Хоу Цзин сверг императора Цзянь Вэнь-ди, поставив новым правителем правнука У-ди — Сяо Дуна под именем Юйчжан-ван. В начале 552 года, сместив и его, Хоу Цзин объявил о создании собственной династии Хань.
В марте 552 года к Цзянькану подошли два военных соединения под командованием лучших военных Сяо — Ван Сенбяня и Чэнь Басяня, будущего основателя династии Чэнь. 28 апреля 552 года столица Лян, Цзянькан, была захвачена, Хоу Цзин сбежал на восток, но вскоре он был убит собственными приспешниками.
В это время императором объявил себя сводный брат Сяо И — 8-й сын императора У-ди — Сяо Цзи, князь Улина и генерал-губернатор провинции Ичжоу (на территории современной провинции Сычуань). Борьба с последним продолжалась до ноября 552 года. Лишь в декабре того же года прошла церемония получения власти, но не в столице, а в административном центре Цзинчжоу — м. Цзянлин. Новый властитель Лян принял имя Юань-ди.
Власть нового императора распространялась на значительно меньшую территорию: значительные территории юга государства не контролировались, там хозяйничали либо знатные роды, либо военные отряды. Против императора выступил его племянник Сяо Ча. Используя конфликт между Юань-ди и Сяо Ча, армия Западной Вэй захватила большую часть современной Сычуани, создав там плацдарм для наступления на Цзинчжоу.
В 554 году Юйвэнь Тай, фактический обладатель Западной Вэй, объявил Сяо Ча правителем Ляо, после чего двинулся на Цзинчжоу. В январе 555 году Юань-ди потерпел поражение в битве, вскоре попал в плен и был казнён, 100 тысяч человек были захвачены в плен. Сяо Ча был назначен Юйвенем правителем Цзинчжоу. Фактически с этого момента государство Лян прекратило своё существование.